# Weinmannia
Weinmannia ist eine Pflanzengattung in der Familie der Cunoniaceae. Die 170 bis 190 Arten kommen auf einigen im südlichen Indik und Pazifik gelegenen Inseln, sowie in Zentral- und Südamerika und auf einigen karibischen Inseln vor.

## Beschreibung

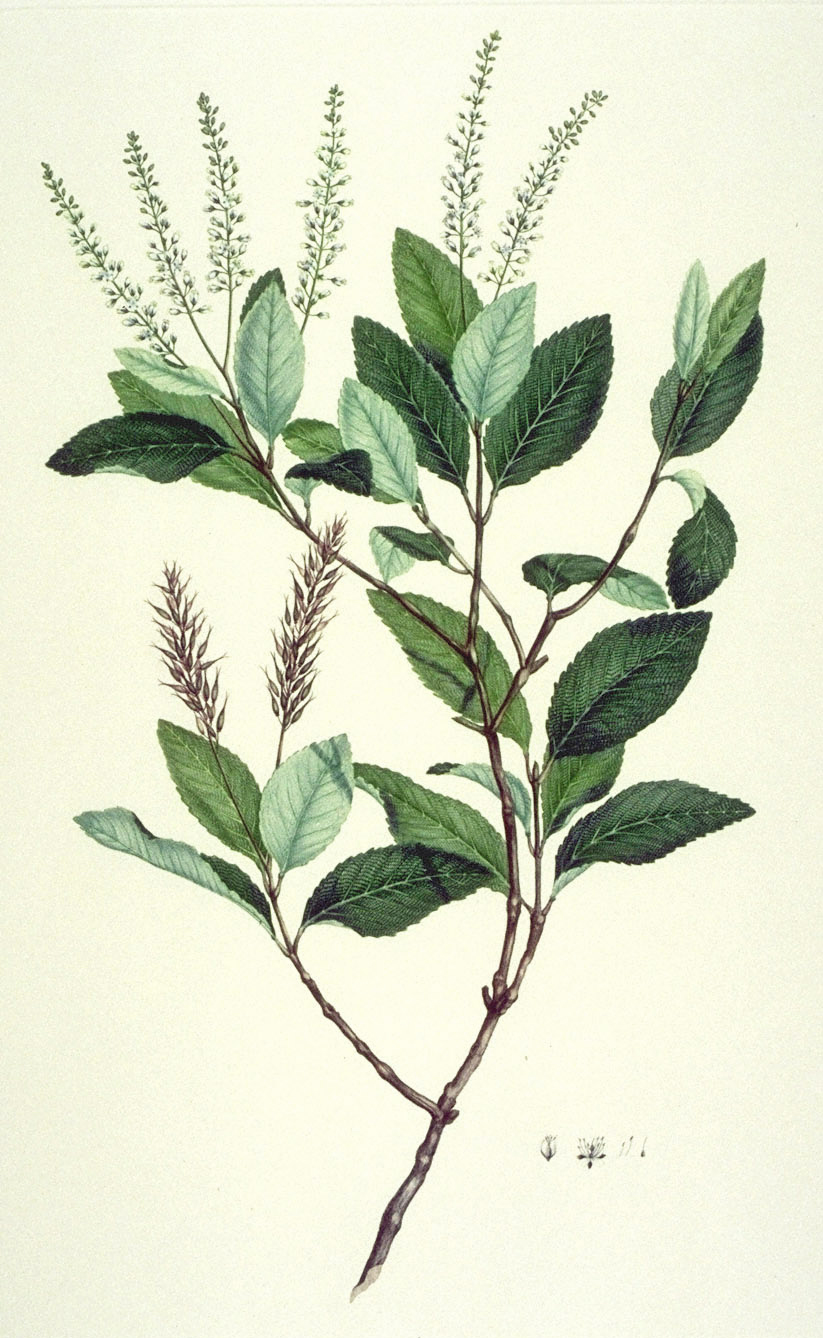
Illustration von Weinmannia racemosa (auch Kamahi)

### Vegetative Merkmale
Die Weinmannia-Arten wachsen als Sträucher oder Bäume.
Die gegenständig an den Zweigen angeordneten Laubblätter sind in Blattstiel und Blattspreite gegliedert. Die Blattspreiten sind einfach, unpaarig gefiedert oder dreizählig, selten auch zweizählig. Die Blattspindel ist häufig geflügelt und die früh abfallenden Nebenblätter können miteinander verwachsen sein.

### Generative Merkmale
Die Weinmannia-Arten können zwittrig, diözisch oder polygamomonözisch sein. Die seiten- oder endständigen Blütenstände sind traubig und stehen einzeln oder in Gruppen von meist zwei bis vier an einen kurzen Blütenstandsschaft. Die Blüten stehen meist büschelig angeordnet an der Blütenstandsachse.
Die relativ kleinen Blüten sind radiärsymmetrisch und vier- oder fünfzählig mit doppelter Blütenhülle. Die vier oder fünf Kelchblätter überlappen sich genauso wie die Kronblätter gegenseitig und sind häufig haltbar. Die vier oder fünf Kronblätter und die Staubfäden sind weiß oder grünlich gefärbt. Der Staubblattkreis unterteilt sich in acht bis zehn Lappen, zwischen denen sich acht bis zehn Staubblätter befinden. Die Staubfäden sind fadenförmig und die kleinen Staubbeutel treten paarweise auf. Fruchtknoten fehlen in männlichen Blüten vollständig oder sind nur unvollständig entwickelt. Im zweikammerigen Fruchtknoten hängen die wenigen bis zahlreichen Samenanlagen vom oberen Teil des Fruchtknotenfaches herunter. Der Griffel ist kurz.
Die meist kleinen, ellipsoiden Kapselfrüchte sind zweikammerig. Die fein behaarten Samen haben an ihren beiden Enden meist lange Haare und sind ungeflügelt oder haben selten einen kleinen, unauffälligen Flügel.

## Systematik und Verbreitung
Die Gattung Weinmannia wurde im Jahr 1759 durch Carl von Linné in Systema Naturae, Band 2, Seiten 997, 1005 und 1367 aufgestellt. Die Typusart ist Weinmannia pinnata L. Der Gattungsname Weinmannia ehrt den deutschen Apotheker und Botaniker Johann Wilhelm Weinmann (1683–1741). Synonyme für Weinmannia L. sind: Arnoldia Blume, Leiospermum D.Don, Ornithrophus Bojer ex Engl., Pterophylla D.Don, Windmannia P.Browne.
Das Verbreitungsgebiet der Weinmannia-Arten erstreckt sich von Madagaskar und den Maskarenen über Neuseeland, die Austral-Inseln und die Marquesas bis in die südlich von Mexiko gelegenen Teile Mittel- und Südamerikas; sie kommen auch auf den Westindischen Inseln vor. Die Anden stellen den Verbreitungsschwerpunkt der Gattung Weinmannia dar, da dort eine große Artenvielfalt vorherrscht.

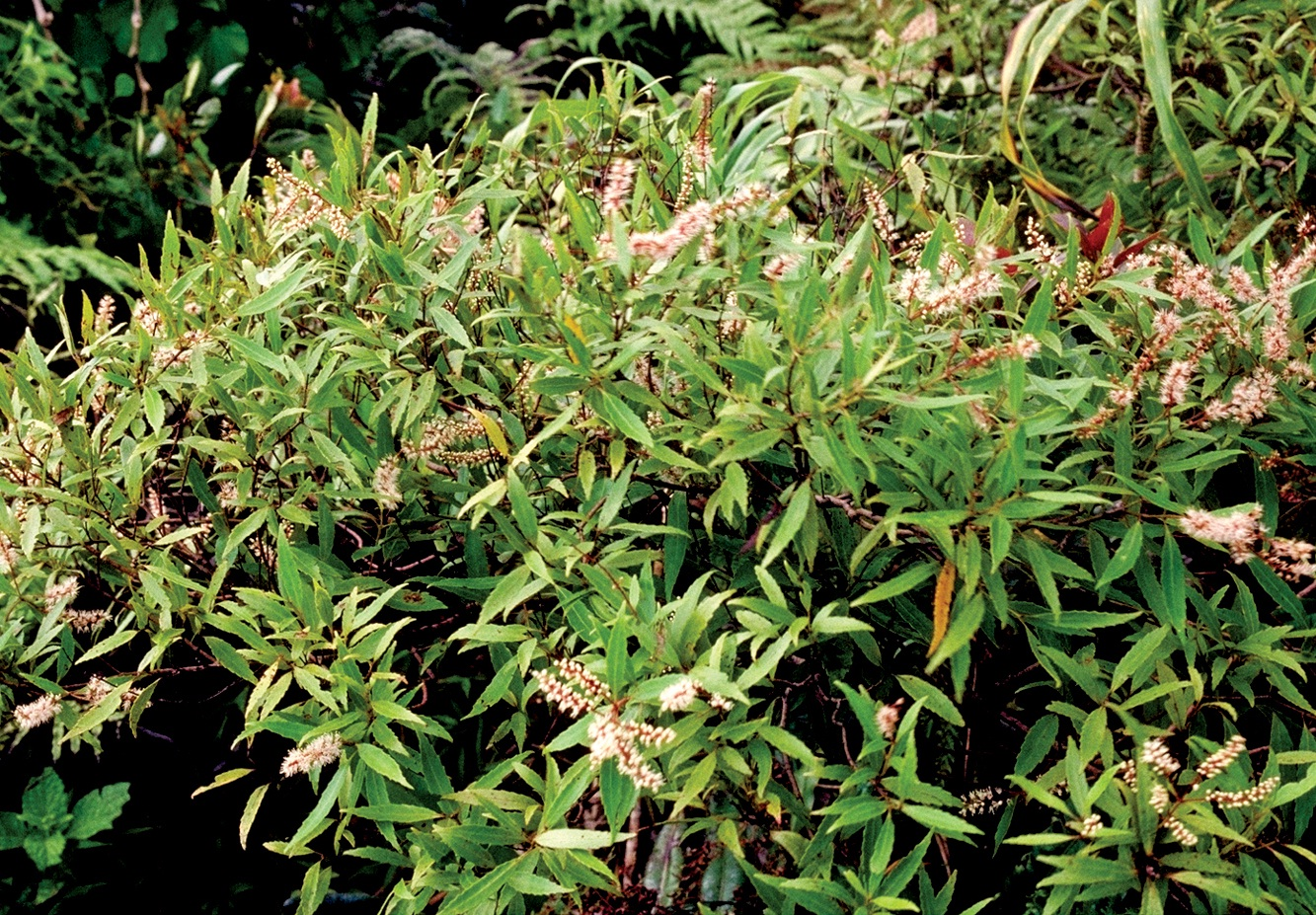
Weinmannia marquesana var. angustifolia

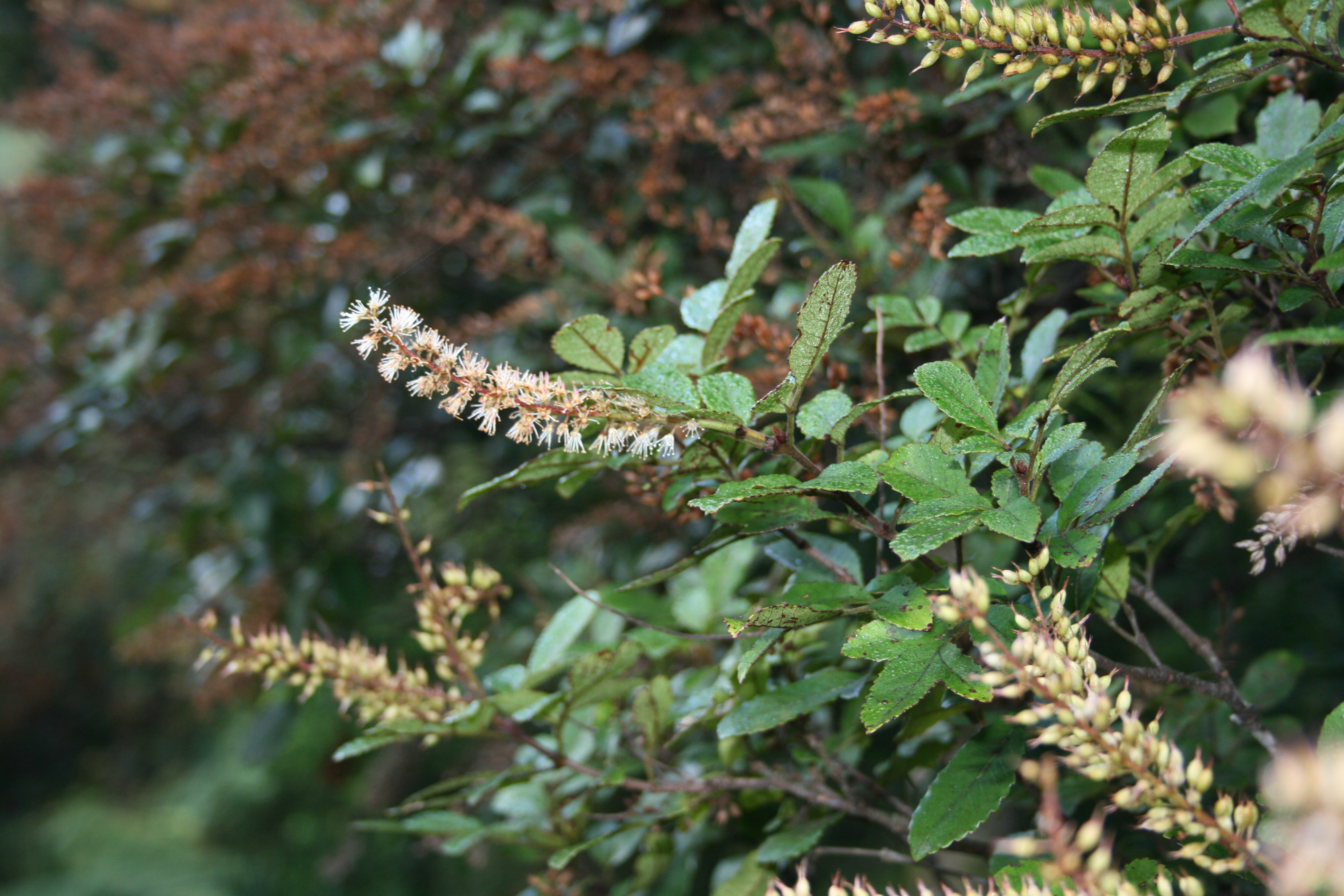
Weinmannia sylvicola

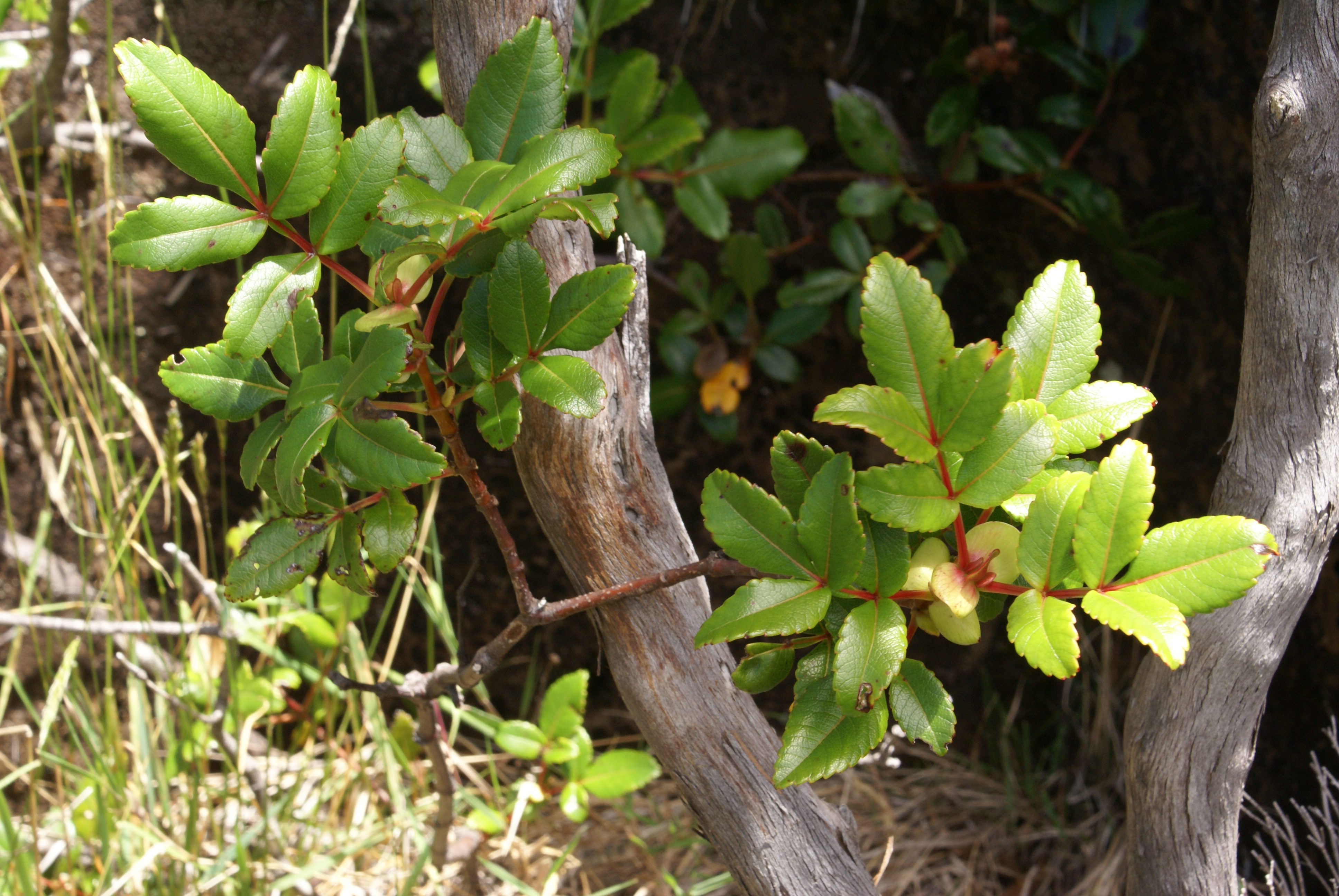
Weinmannia mauritiana

Es gibt je nach Autor 157, 170 bis 190 Weinmannia-Arten (Auswahl):
- Weinmannia abstrusa J.F.Morales: Sie wurde 2018 aus Honduras erstbeschrieben.[1]
- Weinmannia affinis A.Gray[1]
- Weinmannia aggregata Z.S.Rogers & J.Bradford: Sie wurde 2004 aus Madagaskar erstbeschrieben.[1]
- Weinmannia anisophylla Standl. & L.O.Williams[1]
- Weinmannia aphanoneura Airy Shaw[1]
- Weinmannia apurimacensis O.C.Schmidt[1]
- Weinmannia arguta (Bernardi) J.Bradford: Sie wurde 2001 aus Madagaskar erstbeschrieben.[1]
- Weinmannia auriculata D.Don: Manche Autoren geben Subtaxa an,[1] die bei anderen Autoren eigene Arten sind.[5]
- Weinmannia auriformis Z.S.Rogers: Sie wurde 2002 aus Ecuador erstbeschrieben.[1]
- Weinmannia baccariniana Pamp.[1]
- Weinmannia baehniana Bernardi[1]
- Weinmannia balbisiana Kunth[1]
- Weinmannia bangii Rusby: Sie kommt in Bolivien und Peru vor.[1][5]
- Weinmannia blumei Planch.[1]
- Weinmannia bojeriana Tul.[1]
- Weinmannia boliviensis R.E.Fr.[1]
- Weinmannia brachystachya Willd. ex Engl.[1]
- Weinmannia bradfordiana Z.S.Rogers: Sie wurde 2002 aus Ecuador erstbeschrieben.[1]
- Weinmannia bradfordii I.M.Turner[1]
- Weinmannia burserifolia Standl.[1]
- Weinmannia celebica Koord.[1]
- Weinmannia chryseis Diels[1]
- Weinmannia cinerea Ruiz & Pav.[1]
- Weinmannia clemensiae Steenis[1]
- Weinmannia cochensis Hieron.[1]
- Weinmannia cogolloi J.F.Morales[1]
- Weinmannia commersonii Bernardi[1]
- Weinmannia comorensis Tul.[1]
- Weinmannia condorensis Z.S.Rogers: Sie wurde 2002 aus Ecuador erstbeschrieben.[1]
- Weinmannia coodei H.C.Hopkins[1]
- Weinmannia corocoroensis J.Bradford & P.E.Berry[1]
- Weinmannia costulata Cuatrec.[1]
- Weinmannia crassifolia Ruiz & Pav.[1]
- Weinmannia croftii H.C.Hopkins[1]
- Weinmannia cundinamarcensis Cuatrec.[1]
- Weinmannia cymbifolia Diels[1]
- Weinmannia davidsonii A.Fuentes & Z.S.Rogers: Sie wurde 2007 aus Bolivien erstbeschrieben.[1][5]

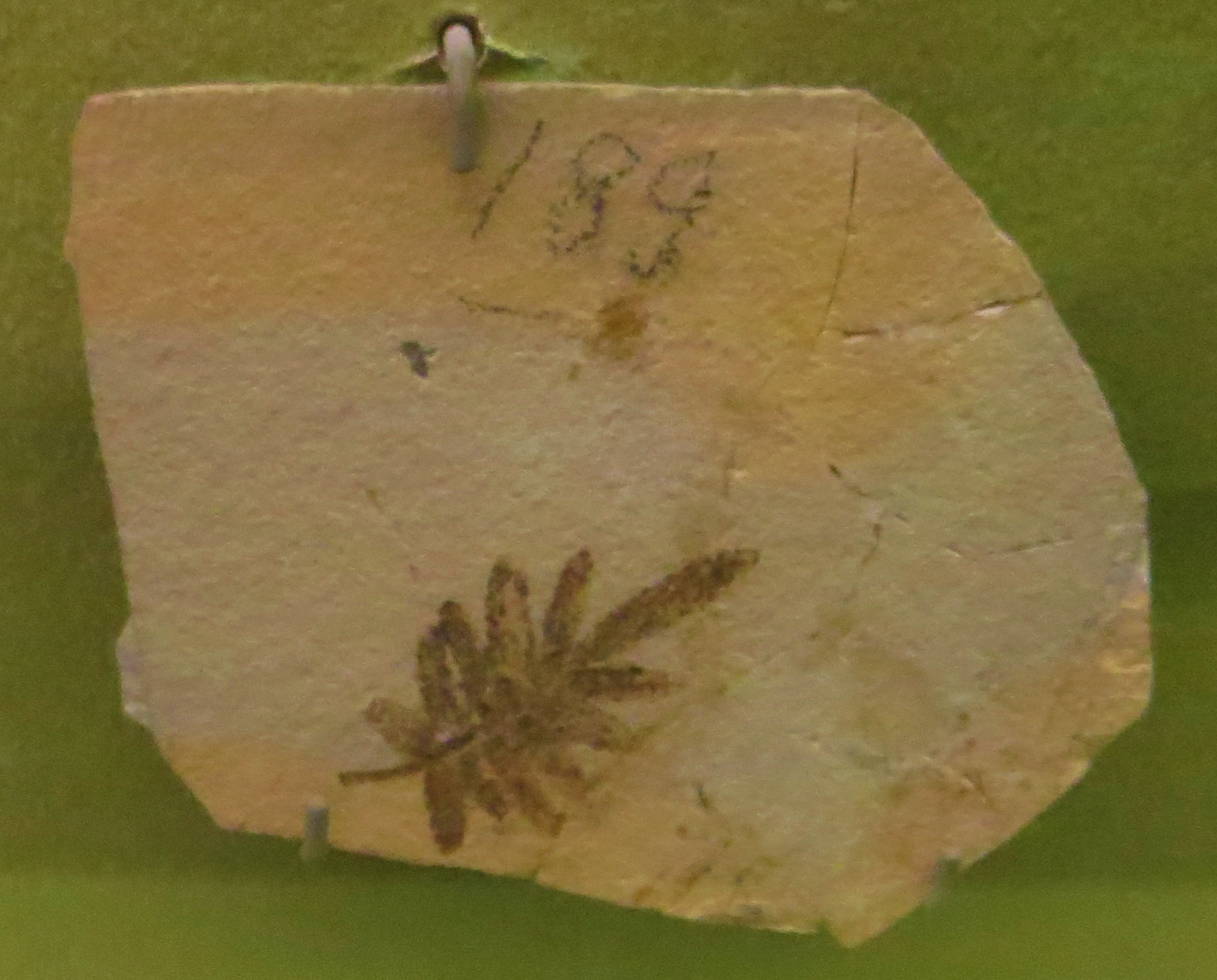
Fossiles Laubblatt der ausgestorbenen Art Weinmannia fagaraefolia

- Weinmannia decora Tul.[1]
- Weinmannia denhamii Seem.[1]
- Weinmannia descendens Diels[1]
- Weinmannia descombesiana Bernardi[1]
- Weinmannia devogelii H.C.Hopkins[1]
- Weinmannia dichotoma Brongn. & Gris[1]
- Weinmannia discolor Gardner[1]
- Weinmannia dryadifolia Moric. ex Ser.[5]
- Weinmannia dzieduszyckii Szyszyl.[1]
- Weinmannia elliptica Kunth[1]
- Weinmannia eriocarpa Tul.[1]
- Weinmannia exigua A.C.Sm.[1]
- Weinmannia eymana H.C.Hopkins[1]
- Weinmannia fagaroides Kunth[1]
- Weinmannia fraxinea (D.Don) Sm. ex Miq.[1]
- Weinmannia furfuracea H.C.Hopkins[1]
- Weinmannia geometrica Rusby[1]
- Weinmannia glabra L. f.[1]
- Weinmannia glomerata C.Presl[1]
- Weinmannia guyanensis Klotzsch ex Engl.[1]
- Weinmannia haenkeana Engl.[1]
- Weinmannia henricorum Bernardi[1]
- Weinmannia hepaticarum Bernardi[1]
- Weinmannia heterophylla Ruiz & Pav.[1]
- Weinmannia hildebrandtii Baill.[1]
- Weinmannia hooglandii H.C.Hopkins & J.Bradford[1]
- Weinmannia horrida J.F.Morales: Sie wurde 2010 aus Costa Rica und Panama erstbeschrieben.[1]
- Weinmannia humbertiana Bernardi[1]
- Weinmannia humblotii Baill.[1]
- Weinmannia humilis Engl.[1]
- Weinmannia hutchinsonii Merr.[1]
- Weinmannia ibaguensis Cuatrec.[1]
- Weinmannia icacifolia (Bernardi) Bernardi[1]
- Weinmannia ilutepuiensis P.E.Berry & J.Bradford[1]
- Weinmannia intermedia Schltdl. & Cham.[1]
- Weinmannia jahnii Cuatrec.[1]
- Weinmannia jelskii Szyszyl.[1]
- Weinmannia karsteniana Szyszyl.[1]
- Weinmannia kunthiana D.Don[1]
- Weinmannia lansbergiana Engl.[1]
- Weinmannia latifolia C.Presl[1]
- Weinmannia laurina Kunth[1]
- Weinmannia laxiramea Killip & A.C.Sm.[1]
- Weinmannia lechleriana Engl.[1]
- Weinmannia lentiscifolia C.Presl[1]
- Weinmannia lopezana Cuatrec.[1]
- Weinmannia louveliana Bernardi[1]
- Weinmannia lowryana J.Bradford: Sie wurde 2001 aus Madagaskar erstbeschrieben.[1]
- Weinmannia loxensis Harling[1]
- Weinmannia lucens Baker[1]
- Weinmannia lucida Merr.[1]
- Weinmannia luzoniensis S.Vidal[1]
- Weinmannia lyrata Rusby[1]
- Weinmannia macgillivrayi Seem.[1]
- Weinmannia macrophylla Kunth[1]
- Weinmannia madagascariensis DC. ex Ser.[1]
- Weinmannia magnifica J.Bradford & Z.S.Rogers: Sie wurde 2004 aus Madagaskar erstbeschrieben.[1]
- Weinmannia magnifolia Cuatrec.[1]
- Weinmannia mammea Bernardi[1]
- Weinmannia mariquitae Szyszyl.[1]
- Weinmannia marojejyensis J.S.Mill. & J.Bradford: Sie wurde 2001 aus Madagaskar erstbeschrieben.[1]
- Weinmannia marquesana F.Br.: Dieser Endemit kommt nur auf den Marquesas-Inseln vor.[1][2]
- Weinmannia mauritiana D.Don[1]
- Weinmannia microphylla Ruiz & Pav.[1]
- Weinmannia minutiflora Baker[1]
- Weinmannia multijuga Killip & A.C.Sm.[1]
- Weinmannia negrosensis Elmer[1]
- Weinmannia organensis Gardner[1]
- Weinmannia ouaiemensis (Guillaumin & Virot) Hoogland[1]
- Weinmannia ovata Cav.[1]
- Weinmannia paitensis Schltr.[1]
- Weinmannia parviflora G.Forst.: Dieser Endemit kommt nur auf den Gesellschaftsinseln vor.[1][6]
- Weinmannia parvifoliolata Cuatrec.[1]
- Weinmannia pauciflora J.Bradford: Sie wurde 2001 aus Madagaskar erstbeschrieben.[1]
- Weinmannia paulliniifolia Pohl ex Ser.[1]
- Weinmannia pentaphylla Ruiz & Pav.[1]
- Weinmannia pinnata L.: Sie ist von Mexiko über Guatemala, Honduras, Nicaragua, Costa Rica bis Panama und von Venezuela, Ecuador bis Bolivien, Peru weitverbreitet und kommt auf Inseln in der Karibik vor.[7]
- Weinmannia piurensis O.C.Schmidt[1]
- Weinmannia polyphylla Moric. ex Ser.[1]
- Weinmannia portlandiana R.A.Howard & Proctor[1]
- Weinmannia pubescens Kunth[1]
- Weinmannia pullei Schltr.[1]
- Weinmannia purpurea L.M.Perry[1]
- Weinmannia racemosa Wardle: Sie kommt auf allen Inseln Neuseelands vor und der häufigste Baum des Landes.[8]
- Weinmannia raiateensis J.W.Moore: Sie ist ein Endemit von Raiatea.[1]
- Weinmannia rakotomalazana J.Bradford: Sie wurde 2001 aus Madagaskar erstbeschrieben.[1]
- Weinmannia rapensis F.Br.[1]
- Weinmannia reticulata Ruiz & Pav.[1]
- Weinmannia rhoifolia Rusby[1]
- Weinmannia richii A.Gray[1]
- Weinmannia rollottii Killip[1]
- Weinmannia rutenbergii Engl.[1]
- Weinmannia samoensis A.Gray[1]
- Weinmannia sanguisugarum Bernardi[1]
- Weinmannia serrata Brongn. & Gris[1]
- Weinmannia sorbifolia Kunth[1]
- Weinmannia spiraeoides A.Gray: Sie ist ausgestorben und war ein Endemit auf der Fidschi-Insel Ovalau.[1]
- Weinmannia spruceana Engl.[1]
- Weinmannia stenocarpa Killip & A.C.Sm.[1]
- Weinmannia stenostachya Baker[1]
- Weinmannia subsessiliflora Ruiz & Pav.[1]
- Weinmannia sylvicola Sol. ex A.Cunn.: Sie kommt nur auf der Nordinsel Neuseelands vor.[1]
- Weinmannia ternata Engl.[1]
- Weinmannia testudineata Cuatrec.[1]
- Weinmannia tinctoria Sm.[1]
- Weinmannia tolimensis Cuatrec.[1]
- Weinmannia tomentosa L. f.[1]
- Weinmannia tremuloides H.C.Hopkins: Dieser Endemit kommt nur auf den Marquesas-Inseln vor.[1][2]
- Weinmannia trianae Wedd.[1]
- Weinmannia trichosperma Cav.[1]
- Weinmannia ulei Diels[1]
- Weinmannia urdanetensis Elmer[1]
- Weinmannia vegasana Killip & A.C.Sm.[1]
- Weinmannia velutina O.C.Schmidt[1]
- Weinmannia venusta Bernardi[1]
- Weinmannia vescoi Drake[1]
- Weinmannia vitiensis Seem.[1]
- Weinmannia vulcanicola J.F.MoralesSie wurde 2005 aus Costa Rica erstbeschrieben.[1]
- Weinmannia wercklei Standl.[1]
- Weinmannia ysabelensis L.M.Perry: Dieser Endemit kommt nur auf den Salomonen vor.[1]
- Weinmannia yungasensis A.Fuentes & Z.S.Rogers: Sie wurde 2007 aus Bolivien erstbeschrieben.[1][5]